# Anita Zielina

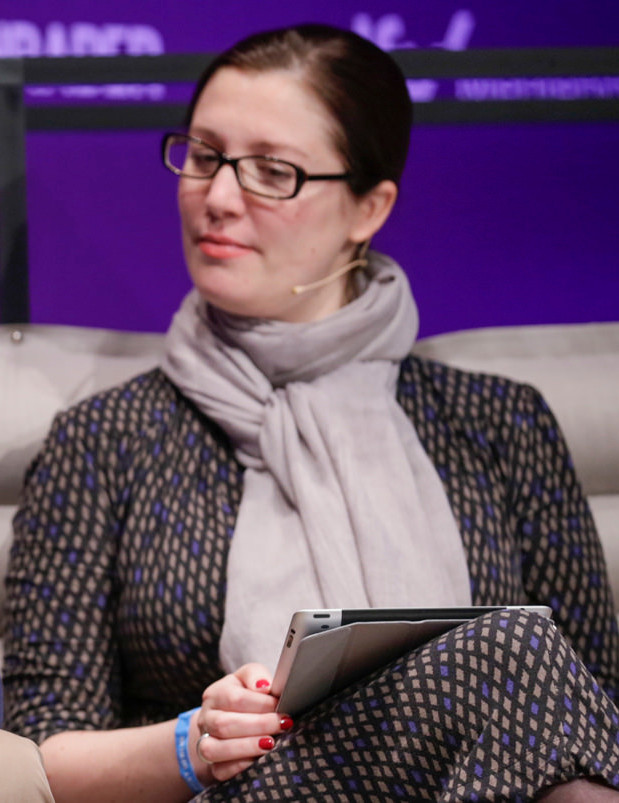
Anita Zielina in Berlin (2014)

 Anita Zielina (* 9. Mai 1980 in Wien) ist eine österreichische Medienmanagerin und Beraterin. Sie begann ihre Karriere alsJournalistin und arbeitete zuletzt als Director of News Innovation and Leadership an der Craig Newmark Graduate School of Journalism der City University New York. Davor war sie als Chief Product Officer Mitglied der Unternehmensleitung der Neuen Zürcher Zeitung (NZZ), Chefredaktorin neue Produkte der NZZ, stellvertretende Chefredakteurin von derStandard.at und Der Standard, später stellvertretende Chefredakteurin und Online-Chefin der deutschen Zeitschrift Stern. Sie absolvierte 2012 ein Knight Fellowship an der Stanford University. Sie ist Aufsichtsrätin der News Product Alliance und des europäischen Medienunternehmens Mediahuis.

## Leben und Karriere
Von 1998 bis 2006 studierte Zielina Rechts- und Politikwissenschaften an der Universität Wien, wobei sie ihr Jurastudium mit einem Master abschloss. Nebenher begann sie freiberuflich als Journalistin zu arbeiten.
2004 bewarb sie sich bei derStandard.at für den Aufbau einer Bildungsplattform und wurde eingestellt. Von 2007 bis 2011 war Zielina Ressortleiterin für Innenpolitik und Bildung bei derStandard.at, bei weitem die jüngste Ressortleiterin im Unternehmen. Ihre Arbeitsschwerpunkte umfassten Rechts-, Universitäts- und Sozialpolitik sowie Neue Medien. Anschließend bekam sie als erste österreichische Journalistin ein John S. Knight Journalism Fellowship an der Stanford University und ging für ein Jahr nach Palo Alto. Dort forschte sie über Netzgemeinschaften, Userpartizipation, die Zukunft des Journalismus, die Führung von Medienunternehmen (Media Entrepreneurship) und strategisches Innovationsmanagement im Journalismus. Besonders konzentrierte sie sich auf die Frage, wie Medien besser mit ihren (Online-)Communities interagieren können. Mit ihrer Rückkehr nach Wien wurde Anita Zielina im September 2012 stellvertretende Chefredakteurin von derStandard.at und Der Standard.
Zum 1. Mai 2013 wechselte sie zum deutschen Medienhaus Gruner + Jahr, um als Managing Editor Digital eine neue Digitalstrategie für das Magazin Stern zu entwickeln. Ab September 2013 war sie erste weibliche stellvertretende Chefredakteurin des Stern, verantwortlich für alle digitalen Produkte der Marke, insbesondere stern.de. September 2014 kündigte Zielina bei Gruner + Jahr von sich aus.
Im Mai 2015 wurde sie bei der Neuen Zürcher Zeitung Chefredakteurin neue Produkte. Auf Anfang 2017 ernannte sie der Verwaltungsrat der NZZ zur Leiterin digitale Produkte (Chief Product Officer). Sie trat damit aus der Chefredaktion aus und wurde Mitglied der NZZ-Unternehmensleitung. In dieser Funktion zeichnete sie verantwortlich für die Weiterentwicklung der bestehenden und die Entwicklung neuer digitaler Produkte der NZZ Medien wie auch der Regionalmedien der NZZ-Gruppe. Anfang November 2017 gab die NZZ-Gruppe bekannt, dass Zielina das Unternehmen zum Ende des Jahres verlassen wird. Anschließend war Zielina in einem Sabbatical und absolvierte einen Master of Business Administration (MBA)-Lehrgang. Seit 2019 ist sie in wechselnden Rollen an der Craig Newmark Graduate School of Journalism at CUNY tätig.
Ende 2020 folgte sie Hans Peter Haselsteiner als Mitglied des ORF-Stiftungsrates auf einem Mandat von NEOS nach. Mit Ende Juni 2025 legt Zielina ihr Mandat zurück.